# زوگدیدی
زوگدیدی (به گرجی: ზუგდიდი) یکی از شهرهای گرجستان واقع در استان تاریخی سامِگرلو (مینگرلیا) در غرب این کشور است.
این شهر در شمال غربی این استان جای دارد.
زوگدیدی مرکز منطقه سامگرلو-زمو سوانتی است که دو استان تاریخی سامگرلو و سِوانتی را در برگرفته است.
جمعیت این شهر در سال ۲۰۰۲ برابر با ۶۸٬۸۹۴ نفر بوده است.

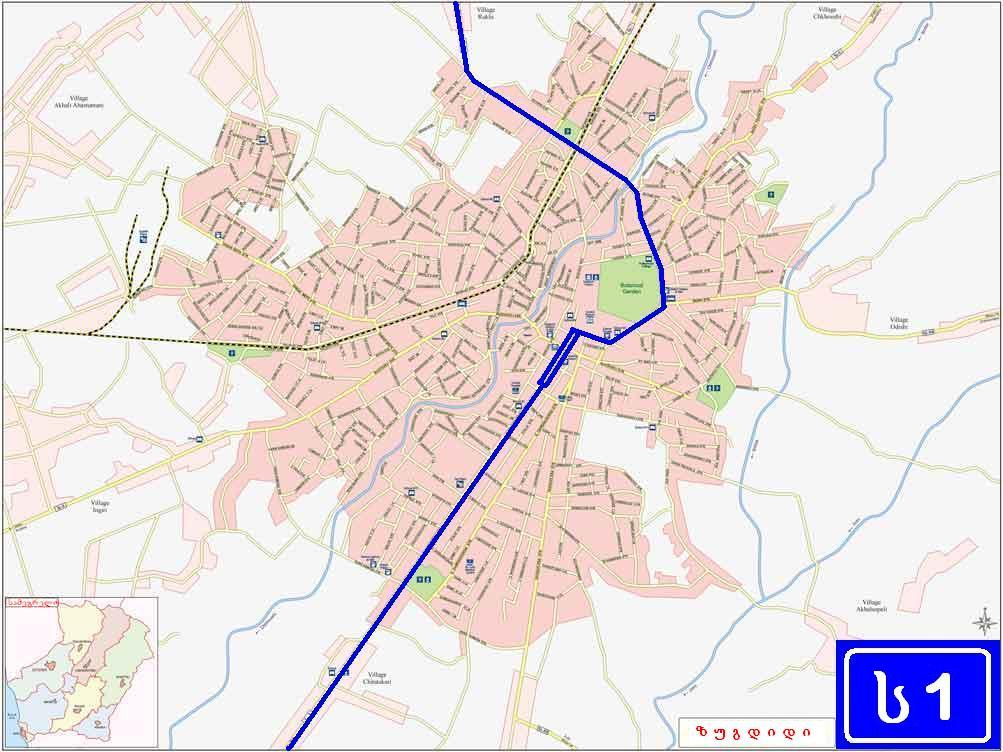